# Pere Domingo i Sanjuán
Pere Domingo i Sanjuán (Tarragona, 1896 - Barcelona, 1979) va ser un biòleg català.

## Biografia
Pere Domingo va néixer a Tarragona l'any 1896. Fou germà del polític Marcel·lí Domingo. Pere Domingo fou deixeble i col·laborador del biòleg Ramon Turró i Darder al Laboratori Municipal de Barcelona. Va ser professor adjunt d'higiene a la Facultat de Medicina i agregat a la Universitat Autònoma de Barcelona. Va dirigir cursos de microbiologia i parasitologia al Laboratori Municipal i a la Facultat. A més, va ser tècnic de la Lluita Antipalúdica de la Mancomunitat de Catalunya i cap dels Serveis Intercomarcals de Sanitat de la Generalitat de Catalunya. Domingo va col·laborar en el Servei d'Assistència Social dels Tuberculosos.
L'any 1936, un cop iniciada la Guerra Civil Espanyola es va exiliar a Cuba. Allà fou el director de la secció de febre tifoide del Laboratori Nacional, a més de ser professor de microbiologia a l'Institut Finlay i fundador de l'Institut Nacional de BCG. A causa de la Revolució Cubana de 1959, Domingo es va exiliar als Estats Units d'Amèrica. Allà, Pere Domingo fou designat expert en tuberculosi de l'Organització Mundial de la Salut (OMS). Va retornar a Catalunya l'any 1962.
Va ser el president de la Societat Catalana de Biologia, filial de l'Institut d'Estudis Catalans, i el president de l'Acadèmia de Medicina de Barcelona. De l'any 1970 al 1974 va ser el president de l'Insitut d'Estudis Catalans.
Va morir a Barcelona l'any 1979.